# SK-105 Kürassier
SK-105 «Kürassier» (Steyr) — австрійський легкий танк, який класифікується як винищувач танків. Був розроблений для того, щоб забезпечити австрійську армію власним протитанковим засобом, здатним діяти на сильно пересіченій місцевості.

## Історія створення
Роботу над танком у 1965 році розпочала компанія «Заурер-Верке» в 1970 році, яка ввійшла в об'єднання «Штейр-Даймлер-Пух». За основу конструкції шасі був взятий БТР «Заурер». Перший зразок танка був зібраний у 1967 році, п'ять передсерійних—в 1971 році. На початок 1993 року було випущено близько 600 машин для австрійської армії і на експорт до Аргентини, Болівії, Марокко і Тунісу.

## Опис конструкції
Танк має традиційну компоновку — відділення управління розміщене спереду, бойове посередині, моторно-трансмісійне ззаду. Робоче місце механіка-водія зміщене до лівого борту. Справа від нього знаходяться акумуляторні батареї і немеханізована боєукладка.

### Пристрої спостереження і наведення
Перед люком водія встановлено три призмових прилади спостереження, при чому центральний при необхідності замінювався на пасивний перископічний пристрій нічного бачення. Оскільки башта була хитна всі приціли і пристрої спостереження були постійно зв'язані з основним і допоміжним озброєнням. Для спостереження за полем бою, орієнтування і прицільної стрільби командир має 7 призмових пристроїв і перископічний приціл зі змінним збільшенням 16 крат і 7,5 крат відповідно, поле зору становить 28° і 9°. Приціл закривається захисною поворотною кришкою. Навідник користується двома призмовими пристроями і телескопічним прицілом з 8-кратним збільшенням і полем зору 85°. В нічний час командир використовує інфрачервоний нічний приціл з 6-кратним збільшенням і полем зору 7 градусів. На даху башти встановлені лазерний далекомір TCV29 і 950-ватний прожектор XSW-30-U ІЧ/білого світла. Приводи наведення дубльовані — і навідник і командир можуть вести вогонь, користуючись гідравлічними або ручними приводами.

### Башта
Башта танка SK-105 створена на основі французької башти FL12 шляхом внесення численних удосконалень. В ній командир розміщувався зліва, навідник справа.

### Озброєння
Основним озброєнням SK-105 є нарізна 105-мм гармата 105 G1, здатна вести вогонь різними типами боєприпасів. Основним снарядом для боротьби з танками на відстані до 2700 м довгий час вважався кумулятивний (HEAT) масою 17,3 кг і початковою швидкість 800 м/с, цей снаряд здатний пробити 360-мм сталеву бронеплиту по нормалі і 150-мм бронеплиту під кутом 65 градусів. Використовувались також осколково-фугасні і димові снаряди. Пізніше французькою фірмою «Жіат» був розроблений бронебійно оперенний підкаліберний снаряд (APFSDS), який мав більшу бронепробійність порівняно з кумулятивним снарядом. При повній масі 3,14 кг і початковій швидкості 1400 м/с снаряд здатний пробити стандартну тришарову мішень НАТО на відстані 1000 м. Заряджання гармати відбувалось автоматично із 2-х магазинів барабанного типу по 6 пострілів кожний. Скорострільність гармати становила 12 пострілів за хвилину. Перезаряджання магазинів відбувалось поза танком. Повний боєкомплект гармати становив 42 постріли. Справа від гармати встановлений спарений кулемет MG 74 (Steyr) з боєкомплектом 2000 патронів, такий же кулемет міг встановлюватися в командирській башточці. Кути підвищення гармати +12°, а зниження -8°. В похідному положенні гармата фіксувалася люнетом, розміщеним на верхньому лобовому листі корпусу.

### Броньовий захист
Броньовий захист танка протикульний, лоб корпуса і башти можуть протистояти снарядам 20-мм автоматичних гармат. Корпус зварений із сталевих броньових листів, башта сталева, зварно-лита. Товщини броньових деталей становлять: лоб корпуса 20-мм, лоб башти 40-мм, борта корпусу 14-мм, борта башти 20-мм, дах корпусу і башти 10-мм.

### Двигун і ходова частина
Танк володіє високими показниками рухомості по пересіченій місцевості. Він здатний подолати підйом до 35°, вертикальну стіну висотою 0,8 м, траншеї шириною до 2,4 м. На танку використовується 6-циліндровий дизельний двигун «Стейр» 7FA рідинного охолодження з турбонаддувом, який має потужність 320 к.с. Спочатку встановлювалась трансмісія, що складається з 6-швидкісної коробки передач.
Зупинні гальма дискові, сухого тертя. В ході модернізації була встановлена автоматична трансмісія ZF 6 HP 600 з гідротрансформатором. Ходова частина містить по 5 двохскатних прогумованих опорних котків на кожен борт і по 3 підтримуючих котки. Підвіска індивідуальна торсіонна.

## Модифікації
SK-105 — перша серійна модифікація.
SK-105A1 — через введення в боєкомплект гармати підкаліберного боєприпасу була змінена конструкція магазина і ніші башти. Механічна коробка передач замінена на гідромеханічну ZF 6 HP 600.
SK-105A2 — в результаті модернізації була встановлена система стабілізації гармати, оновлена система управління вогнем, вдосконалений автомат заряджання гармати, боєкомплект гармати збільшений до 38 пострілів.
SK-105A3 — на танк встановлено нову 105-мм американську гармату М68
Greif 4K-7FA SB 20 — БРЕМ на шасі SK-105
4KH 7FA — інженерний танк на базі SK-105
4KH 7FA-FA — машина для навчання механіків-водіїв

## Оператори

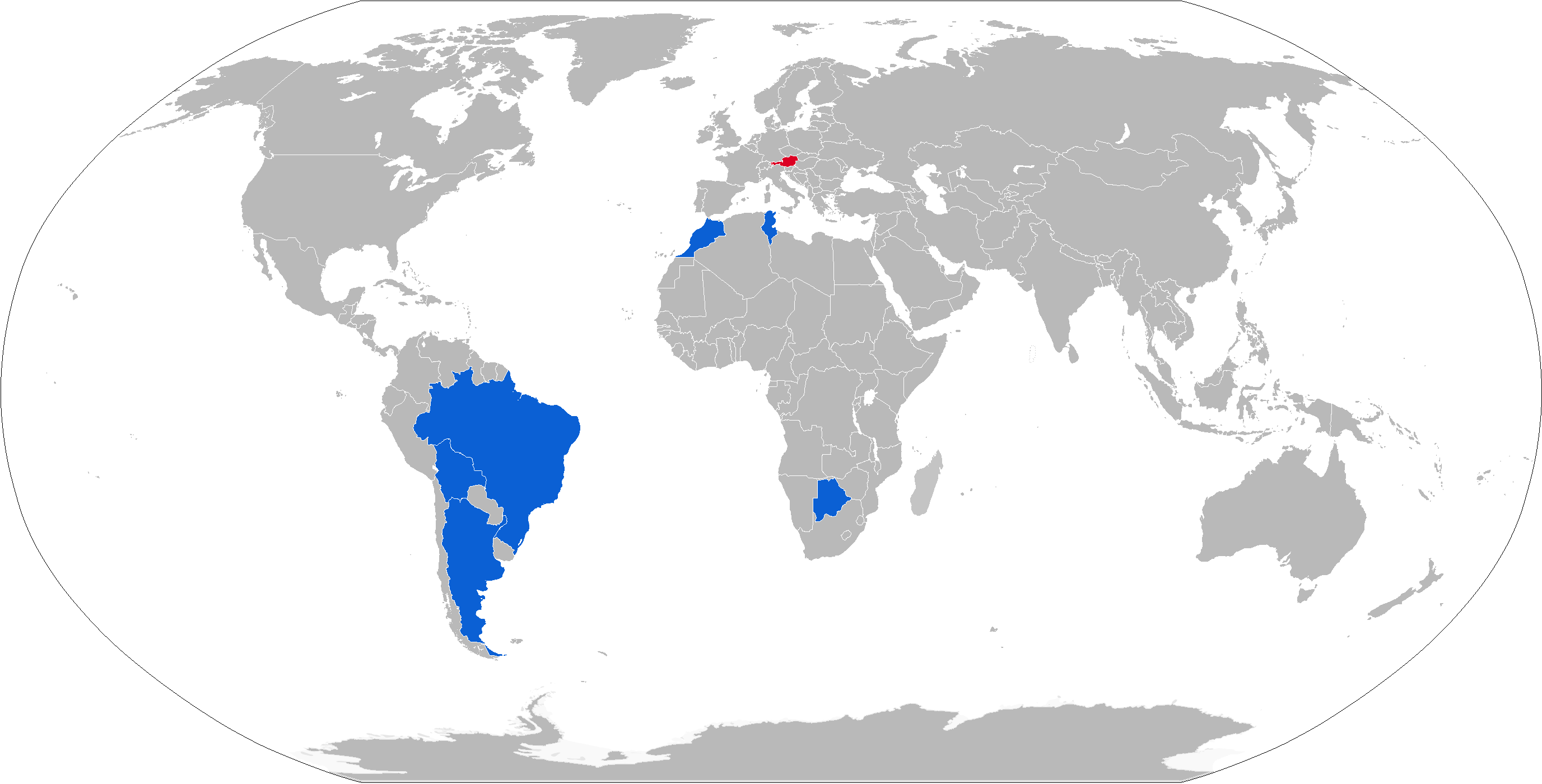
Карта операторів танка SK-105. Червоним позначено колишніх операторів, синім позначено країни в яких танк стоїть на озброєнні дотепер

- Аргентина: 150, під назвою «Патагон».[1]
- Болівія: 34[1]
- Ботсвана: 20[1]
- Бразилія: 17[1]
- Марокко: 109[1]
- Туніс: 54[1]

### Колишні оператори
- Австрія: 286